# Twin Oaks (Misuri)
Twin Oaks es una villa ubicada en el condado de San Luis en el estado estadounidense de Misuri. En el Censo de 2010 tenía una población de 392 habitantes y una densidad poblacional de 568,99 personas por km².

## Geografía
Twin Oaks se encuentra ubicada en las coordenadas 38°33′57″N 90°30′4″O / 38.56583, -90.50111. Según la Oficina del Censo de los Estados Unidos, Twin Oaks tiene una superficie total de 0.69 km², de la cual 0.69 km² corresponden a tierra firme y (0%) 0 km² es agua.

## Demografía
Según el censo de 2010, había 392 personas residiendo en Twin Oaks. La densidad de población era de 568,99 hab./km². De los 392 habitantes, Twin Oaks estaba compuesto por el 97.45% blancos, el 0.77% eran afroamericanos, el 0% eran amerindios, el 0.51% eran asiáticos, el 0% eran isleños del Pacífico, el 0.51% eran de otras razas y el 0.77% pertenecían a dos o más razas. Del total de la población el 1.02% eran hispanos o latinos de cualquier raza.